# NEW ID
NEW_ID est un duo de disc jockeys et producteurs néerlandais formé en 2008.

## Biographie
Méthode assez courante dans le milieu de la musique électronique, les "Édits" permettent notamment aux jeunes disc jockeys de bénéficier d'une aide importante dans l'accroissement de leur notoriété, puisque vient se greffer le nom d'un artiste majeur sur leur single. Les NEW_ID, eux, verront leur single How R U Feeling Right Now édité par Michael Woods, en février 2012, et Zelda quelques mois plus tard, cette fois-ci par Hardwell.
Supporté par la Swedish House Mafia, le duo l'accompagnera tout le long de leur tournée en 2012 - 2013. Peu après, le nom du pseudo à l'origine NO_ID devint NEW_ID.
2014 est une année mouvementée pour le groupe, qui parvient à aligner trois singles, dont deux remixes, dans le top 100 établi par Beatport. Tear It Down (avec The Aston Shuffle) se classera 11e.
Se faisant plus discret durant l'année 2015, le duo fait son retour en septembre avec un nouveau titre, dont la sortie est prévue sur Doorn Records, sous-label de Spinnin'.

## Discographie[5]

### Singles
- 2009 : Nastiness [Deal Records]
- 2009 : Wurld [Deal Records]
- 2009 : The Republic [Deal Records]
- 2010 : The Trip [Deal Records]
- 2010 : Aquadome / Amplitudo [Spinnin Deep (Spinnin)]
- 2010 : Evian [Spinnin Deep (Spinnin)]
- 2011 : Nothing Left To Lose (Original Mix / Michael Woods Re-Edit) (avec Tommy Trash et Sebastien Lintz) [Cr2 Records]
- 2011 : Acident [Diffused Music]
- 2011 : We The People [Diffused Music]
- 2011 : Sex Sells [Diffused Music]
- 2011 : Let It Out [Cr2 Records]
- 2011 : Mantaz [Spinnin Deep (Spinnin)]
- 2012 : Zelda (Original Mix / Hardwell Edit) (avec Martin Volt) [Revealed Recordings]
- 2014 : Aerogames [Axtone Records]
- 2015 : I Wanna Move (avec Funk Machine) [Big Beat Records]
- 2015 : First Day [Doorn Records]

### Remixes
- 2010 : Phonic Funk, An-Tonic - The Fountain (NO_ID's Sundown Mix) [Colorswork Recordings]
- 2011 : Mischa Daniels, Tara McDonald - Beats For You (NO ID Remix) [Serial Records]
- 2011 : Lay & Browne - Ten City (NO_ID Remix) [In Charge (Be Yourself Music)]
- 2012 : Henrik B, Rudy - Leave A Light On (NO_ID) [Axtone Records]
- 2014 : Mutiny UK, Steve Mac, Nate James - Feel The Pressure (Axwell & NEW_ID Remix) [Axtone Records]
- 2014 : Kraak & Smaak, Stee Downes - How We Gonna Stop The Time (NEW_ID Remix) [Axtone]
- 2014 : The Aston Shuffle - Tear It Down (NEW_ID Remix) [Axtone Records]
- 2014 : Francesco Rossi, Ozark Henry - Godspeed You (New_id Remix) [d:vision]
- 2015 : Eden, CamelPhat - Siren Song (NEW_ID Remix) [Axtone Records]